# 黄金乡 (汨罗市)
黄金乡，中华人民共和国湖南省岳阳市屈原管理区已撤销的一个镇，位于屈原管理区东南部。
除行政、财税外，其他事务包括民事、区划与统计等全部归入汨罗市。

## 建制沿革
- 1956年，为屈原农场黄金大队。
- 1962年，改屈原农场八分场。
- 1962年，改屈原农场七分场。
- 1997年，改设黄金办事处。
- 2003年，与大江办事处合并，改置黄金乡。
- 2015年，与河市镇成建制合并设立河市镇。

## 行政区划
黄金乡下辖14个行政村：
- 大江村、黄金村、万兴村、北洲村、新联村、团洲村、双江村、滨莲村、金龙村、寺坪村、金塘村、禾鸡山村、大湾村、青洲村